# Епархия Дамина
Епархия Дамина (лат. Dioecesis Tamimensis, кит.  中文: 大名) — епархия Римско-Католической Церкви, уезд Дамин, городской округ Ханьдань, провинция Хэбэй, Китай. Епархия Дамина входит в пекинскую архиепархию.

## История
11 марта 1935 года Святым Престолом была учреждена Апостольская префектура Дамина, выделившаяся из Апостольского викариата Сяньсяня. 10 июля 1947 года Апостольская префектура Дамина была преобразована в епархию Дамина.

## Ординарии епархии
- священник Nicola Szarvas SJ[1] (31.01.1936 г. — 8.07.1947 г.) — ординарий Апостольской префектуры Дамина;
- священник Gaspar Lischerong SJ (10.07.1947 г. — 17.01. 1972 г.) — апостольский администратор епархии Дамина;
- с 1972 г. по настоящее время кафедра вакантна.
  - епископ Пётр Чэнь Болу (29.05.1988 — 1993) — не утверждён Святым Престолом.

## Источник
- Annuario Pontificio, Libreria Editrice Vaticana, Città del Vaticano, 2003, ISBN 88-209-7422-3